# Träjon
Träjon (Dryopteris filix-mas, synonym Dryopteris abbreviata) är en art i familjen träjonväxter.

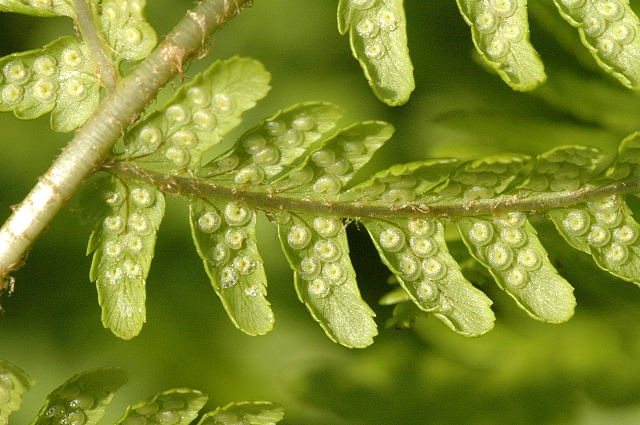
Unga sporgömmesamlingar
Täckfjället grönt och täckande.

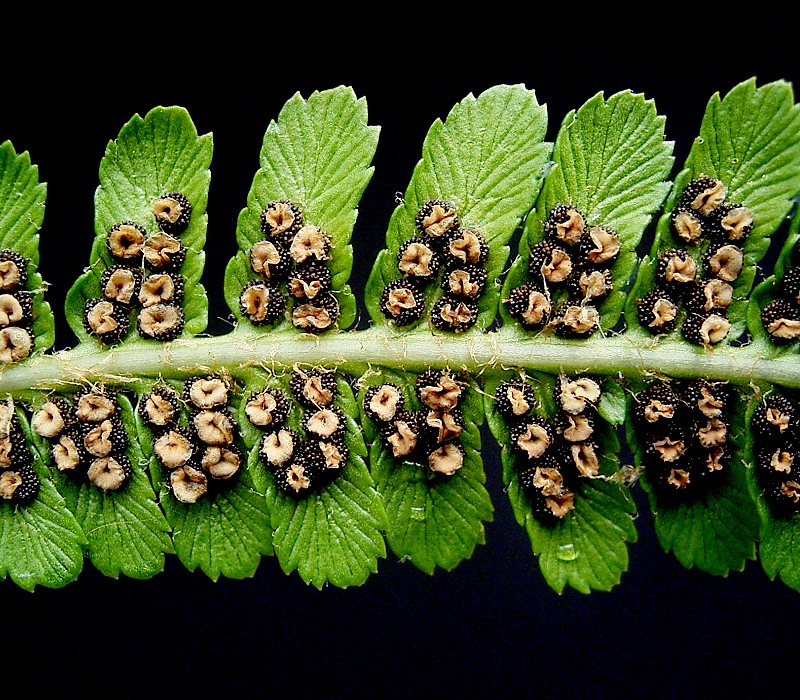
Mogna sporgömmesamlingar
Täckfjället brunt och hopdraget.

## Beskrivning
Den fleråriga växten trivs allmänt i skuggig mark. Den har en kort, på utsidan rostbrun och insidan grön jordstam. I änden på jordstammen finns en rosett (bunke) av meterhöga blad. Bladen smalnar uppåt och är sammansatta av småblad. Sporerna sitter under bladen i runda sporgömmesamlingar (sori) med täckfjäll (indusium).

## Synonymer

### Vetenskapliga namn
- Polypodium filix-mas L.

### Bygdemål
| Namn       | Trakt        | Referens |
| ---------- | ------------ | -------- |
|            |              |          |
| Jäsk       | Västerbotten | [ 1 ]    |
| Ormkagge   |              | [ 2 ]    |
| Träjonjäsk |              | [ 2 ]    |

## Användning
- Växtens jordstam torkas och extrakt därav kan i mindre doser användas som huskur mot inälvsmask. Mycket giftigt emellertid, större doser förorsakar blindhet och leder ibland till döden.
- Varmt fotbad med avkok av träjonrötter uppges bra mot benkramp och skrivkramp.[2]
- I Ångermanland (Hässjö och Häggdånger) säges att en kudde stoppad med träjonblad vara bra att lägga under den smärtande kroppsdelen vid reumatism och gikt.[2]
- Växtens blad läggs enligt tradition i reden och under strö hos hönsfåglar för att motverka angrepp av parasiter, i synnerhet röda hönskvalster (Dermanyssus gallinae)

I äldre farmakopéer kallas pulveriserade torkade jordstammar av träjon Rhizoma Filicus: extrakt därav Extractum Filicis.
Verksamma ämnen vid medicinsk användning 
Floroglycinolderivat:
- Flavaspidsyra
- Desaspidin

## Etymologi
- Namnet filix-mas betyder manlig ormbunke, och syftar på att den är högväxt och grov (särskilt jämfört med Athyrium filix-femina).
- Dryopteris kommer av grekiskans drys = ek och pteris = ormbunke (även vinge)[3].
- Rhizoma betyder rot.